# Antonio Maria Panebianco
Antonio Maria Panebianco, O.F.M. Conv. (Terranova, 13 de agosto de 1808 - Roma, 21 de novembro de 1885) foi um frei e cardeal italiano da Igreja Católica.

## Biografia
Nascido como Nicoló Panebianco, na cidade de Terranova, na província de Caltanissetta, era filho do conde Gaetano Panebianco e de Santa Solito, portanto, de uma família nobre e influente.
Ingressou na Ordem dos Frades Menores Conventuais em 1823 e mudou seu nome para Antonio Maria e fez sua profissão de fé em 1829. Tornous-e Guardião do convento de Terranova em 1832. Foi para Roma em 1834 para estudar no Collegio San Bonaventura, onde obteve o doutorado em teologia em 1836 e, depois, voltou para Terranova.
Foi professor de teologia dogmática na escola de sua ordem na Catânia, também foi lente em literatura, filosofia e matemática e também professor no Seminário da Catânia. Durante a agitação política de 1848 em Roma, esteve entre os vários italianos que se mudaram para Malta, período durante o qual se hospedou no convento dos Padres Conventuais Franciscanos em Valletta.
Em 1853, foi eleito provincial de sua ordem na Sicília e neste mesmo ano, foi nomeado Consultor da Sacra Congregação da Inquisição Romana e Universal em 16 de junho ou 9 de agosto. A pedido do Papa Pio IX, viajou à Transilvânia junto com o arcebispo Antonio Saverio De Luca, núncio apostólico no Império Austríaco, para resolver alguns problemas surgidos entre a Santa Sé e o governo imperial sobre os casamentos mistos naquela região; a missão, que durou de 1 de setembro a 6 de outubro de 1858, foi bem-sucedida para satisfação de ambas as partes. Foi nomeado consultor da Sagrada Congregação de Assuntos Eclesiásticos Extraordinários em 28 de abril de 1859.
O Papa Pio IX o criou cardeal no consistório de 27 de setembro de 1861, onde recebeu o barrete cardinalício e o título de cardeal-presbítero de São Jerônimo dos Croatas no dia 30 de setembro. Seguindo seu espírito franciscano até o fim, recusou-se a receber servos ou carruagem depois de sua elevação ao cardinalato, o que era costume naquela época e, quando foi investido na púrpura, vestiu-a por cima do hábito conventual. Em 23 de dezembro do mesmo ano, passou para o título dos Santos XII Apóstolos.
Em 1863, foi nomeado prefeito da Sagrada Congregação de Indulgências e Relíquias Sagradas e de 1867 a 1877, Penitenciário-mor do Supremo Tribunal da Penitenciária Apostólica. Ele participou do Concílio Vaticano I em 1869-1870. Foi o Camerlengo do Sagrado Colégio dos Cardeais, de 23 de fevereiro de 1872 a 21 de março de 1873. Ele participou do conclave de 1878, no qual o Papa Leão XIII foi eleito. Entre 30 de março de 1882 a 25 de janeiro de 1883, foi o secretário da Sagrada Congregação da Inquisição Romana e Universal.
Morreu em 21 de novembro de 1885, em sua residência romana na Via di Ripetta n. 102, depois de uma longa doença. Velado na Basílica de Santi XII Apostoli, ali se realizou seu funeral, celebrado por Flaviano Simoneschi, bispo-titular de Elenopoli em Bitinia, regente da Penitenciária Apostólica; estiveram presentes vários cardeais bem como embaixadores, entre os quais o de Portugal e outros diplomatas acreditados perante a Santa Sé. O cardeal Carlo Sacconi, decano do Sagrado Colégio dos Cardeais, concedeu a absolvição final. Foi sepultado em 2 de dezembro de 1885, no cemitério Campo di Verano, em Roma; na mesma época do enterro, foi celebrado um funeral pelo Monsenhor Gioacchino Gurrisini, pastor da igreja mãe de Terranova, cidade natal do falecido cardeal. Três anos depois, um parente do cardeal mandou erguer em sua memória um monumento fúnebre em uma das naves laterais da igreja matriz de Terranova.